# Pont Victor Bodson
El Pont Victor Bodson (en luxemburguès: Victor-Bodson-Bréck; en francès: Pont Victor Bodson) és un pont atirantat a Hesperange, al sud de Luxemburg. Envolta els suburbis al sud-est de la ciutat de Luxemburg, i porta a l'autopista A1 entre Howald i Itzig, sobre la vall de l'Alzette.
El pont va ser acabat en 1993, com a part de l'ampliació de la A1 des de Senningerberg (que serveix a l'aeroport internacional de Luxemburg) al sud de la ciutat de Luxemburg. El pont és de metres (280 iardes) de llarg, i es troba a 40 metres (44 m) per sobre del nivell de l'Alzette. El pont té un total de 27 metres (30 iardes) d'ample, consta de dos carrils que es desenvolupen en cada sentit, separats per una mitjana central, juntament amb dues voreres d'emergència.